# Stille Nacht, tödliche Nacht
Stille Nacht, tödliche Nacht (Originaltitel: Parenti serpenti) ist ein italienischer Film aus dem Jahre 1991. Regie führte Mario Monicelli.

## Handlung
Die Geschichte wird aus der Perspektive des Kindes Mauro erzählt: An Weihnachten versammeln sich Lina, Milena, Alessandro und Alfredo mit ihren Familien bei den Großeltern. Die Weihnachtsfeierlichkeiten haben sich zu einem alljährlichen Ritual entwickelt, das den Kirchenbesuch, das Bingo-Spielen und das Festessen einschließt.
So kommt es beispielsweise zwischen Lina, die Anhängerin der Christsozialen Partei ist und Alessandro, der immer noch Kommunist ist, zum gewohnten Schlagabtausch.
Während des Abendessens erklären die Großeltern plötzlich, dass sie nicht mehr in der Lage sind, ihren Haushalt alleine zu führen und daher bei einer der Familien einziehen möchte. Im Gegenzug soll einer von den vieren einen Teil ihrer Rente und das Haus der beiden als Erbe erhalten. Doch jede Familie versucht, eine Ausrede zu finden, warum sie die Großeltern nicht aufnehmen kann. Am Ende einigen sie sich untereinander darauf, die Großeltern durch einen herbeigeführten „häuslichen Unfall“ mit einem Gasofen zu ermorden.
Mauro, den seine Eltern während der Weihnachtsfeierlichkeiten nicht zu Wort kommen ließen und von ihnen nicht sehr liebevoll behandelt wurde, verrät deren Geheimnis in einem Schulaufsatz, den er nach den Weihnachtsferien vortragen muss. Darin berichtet er vom Tod seiner Großeltern, wobei er unfreiwillig die Schuldigen, nämlich seine Eltern und seine Onkel, entlarvt.

## Kritik
„Schwarze Komödie, die das viel beschworene (italienische) Familiengefühl in Frage stellt und zugleich thematisiert, dass auch Eltern ein Anrecht auf liebevolle Hingabe haben.“